# Critical Role: Vox Machina Origins
Critical Role: Vox Machina Origins é uma série de comics que conta o início da história de Vox Machina, um grupo de aventureiros fictícios em um universo de Dungeons & Dragons, apresentados pela websérie Critical Role. A história é uma prequela dos eventos ocorridos durante a transmissão da websérie via Twitch, detalhando como os personagens iniciaram suas aventuras. Esta adaptação foi lançada inicialmente em setembro de 2017, sendo publicada pela Dark Horse Comics.

## Publicações

### Origem criativa
Critical Role iniciou como um jogo privado de Dungeons & Dragons ambientado em Exandria, um mundo criado por Matthew Mercer, o Dungeon Master. Cada membro do elenco possui seu próprio personagem, interpretados via role-playing durante a campanha. Quando Geek & Sundry tornou o jogo privado em uma websérie semanal em 2015, a história de Vox Machina iniciou in media res. Critical Role: Vox Machina Origins é uma adaptação da história do grupo antes do início do show.

### Volume 1
Em 22 de julho de 2017, na San Diego Comic-Con, foi anunciado que um comic book seria publicado cobrindo a história inicial de Vox Machina pré-stream. Foi escrito por Matthew Colville, desenhado por Olivia Samson, com colorização e letras de Chris Northrop. Em 6 de setembro de 2017, Geek & Sundry anunciou que haviam feito parceria com a publicadora Dark Horse Comics, revelando também que a versão digital estaria disponível ainda em setembro.
A primeira edição digital foi lançada em 20 de setembro de 2017, com capa de Deborah Hauber. Em 31 de maio de 2018, foram lançadas duas edições capa dura agrupando as edições 1-6. Ambas as edições incluíram conteúdos adicionais, como desenhos iniciais dos personagens, suas descrições e habilidades. Uma edição trade paperback, Critical Role: Vox Machina Origins Volume 1, foi anunciada em 11 de março de 2019 e lançada em 15 de outubro do mesmo ano.

### Volume 2
A comic foi um grande sucesso para a Dark Horse, as vezes vendendo mais do que grandes títulos permanentes quando novas edições foram relançadas. Devido ao sucesso da primeira minissérie, Dark Horse anunciou em 11 de março de 2019 que um segundo volume de 6 edições continuaria a história de Vox Machina Origins. O segundo volume foi lançado primeiramente em versão impressa. Critical Role: Vox Machina Origins Volume 2 foi escrito por Jody Houser, desenhado por Olivia Samson, colorido por MSASSYK, com letras de Ariana Maher, e publicado pela Dark Horse Comics. Em uma entrevista, Houser afirmou que tinha "uma visão sugerida pela equipe de Critical Role. Eles me dão anotações e dicas em cada edição para garantir que os detalhes dos personagens e outros elementos como a maneira que as magias funcionam sejam consistentes. É um processo colaborativo. [...] Para as pessoas que lêem para aprender mais sobre Critical Role, acho que será um divertido ponto de entrada para aqueles que podem se assustar com a grande quantidade de episódios que já foram lançados pelas duas campanhas."
A primeira edição foi lançada em modo digital e impresso em 10 de julho de 2019. As seis edições foram agrupadas em uma versão trade paperback lançada em 12 de agosto de 2020. Uma edição limitada também foi lançada em 18 de agosto de 2020.
Em 15 de junho de 2020, uma edição em capa dura agrupando os primeiros dois volumes foi anunciada, Critical Role: Vox Machina Origins Library Edition Vol. 1, sendo publicada pela Dark Horse Comics e lançada em lojas de comic books em 11 de novembro de 2020, seguida de um lançamento amplo em 24 de novembro de 2020.

### Volume 3
Em junho de 2020, ComicBook reportou que na última página da última edição de Critical Role: Vox Machina Origins Volume 2 havia uma pequena caixa de texto prometendo que "as aventuras continuarão em Vox Machina Origins Series 3. Apesar de não ser necessariamente uma surpresa para muitos fãs, devido ao sucesso dos comics de Critical Role, isto marca a primeira confirmação de trabalhos em um terceiro volume". Em setembro de 2020, foi anunciado que o time criativo do segundo volume iria trabalhar no terceiro, e que a primeira edição seria lançada em 9 de dezembro de 2020.

## Recepção
Na lista de Best Sellers do The New York Times de novembro de 2019, Critical Role: Vox Machina Origins Volume 1 ficou em 12º lugar na categoria Graphic Books and Manga. Na lista de Best Sellers da USA Today de outubro de 2019, o volume 1 ficou na 96ª posição. Na Best-Selling Graphic Novels da Diamond Comic, o volume 1 ficou em 8º lugar em outubro de 2019, com a versão trade paperback alcançando a 27ª posição em janeiro de 2020 e 57ª posição na Top 500 Graphic Novels de 2019, "baseado no total de produtos vendidos".
Critical Role: Vox Machina Origins ficou em 8º lugar na lista 10 Best Comic Books & Graphic Novels Any D&D Player Should Read da CBR. Steve Gustafson, da 411Mania, avaliou a primeira edição do volume 1 com nota 8/10, e escreveu: "A arte de Samson é bela, e complementa a narrativa de Mercer e Colville muito bem. [...] No geral, Vox Machina - origins serve como um ótimo ponto de entrada para aqueles que querem aprender o que é esse tal de Critical Role, mas também se mantém firme como uma obra independente." Na sua cobertura da Bestseller List da ComiXology de abril de 2018, Bleeding Cool enfatizou que "Critical Role: Vox Machina Origins foi um gigantesco sucesso digital. Baseado no podcast popular Critical Role, e disponível apenas digitalmente, este hit surpresa superou Senhor Milagre."
Em 2019, Critical Role: Vox Machina Origins foi o 6º título mais bem vendido da Dark Horse, com 19 mil cópias vendidas. Na Best-selling Books Week Ending August 23, 2020 da Publishers Weekly, Critical Role: Vox Machina Origins Volume 2 ficou na 6ª posição em Trade Paperbacks. Na Best Seller List do The New York Times de setembro de 2020, o volume 2 ficou na 13ª posição em Graphic Books and Manga. Christian Hoffer, da ComicBook, avaliou a sexta edição do volume 2 com nota 4/5, e escreveu: "A segunda mini-série de Critical Role acaba de uma maneira acelerada, mas ainda é uma história agradável e que deixa a entender que maiores aventuras virão. [...] Há vários bons momentos dos personagens e, mais importante, o sentimento de que as aventuras de Vox Machina estão apenas começando."

## Edições agrupadas
| Título                                                                | Material agrupado                                                                           | Formato         | Data de publicação    | ISBN               |
| --------------------------------------------------------------------- | ------------------------------------------------------------------------------------------- | --------------- | --------------------- | ------------------ |
| Critical Role: Vox Machina Origins Volume 1 Edição Padrão             | Critical Role: Vox Machina Origins #1–6                                                     | Capa dura       | 31 de maio de 2018    |                    |
| Critical Role: Vox Machina Origins Volume 1 Edição Limitada           | Critical Role: Vox Machina Origins #1–6                                                     | Capa dura       | 31 de maio de 2018    |                    |
| Critical Role: Vox Machina Origins Volume 1                           | Critical Role: Vox Machina Origins #1–6                                                     | Trade paperback | 15 de outubro de 2019 | ISBN 9781506714813 |
| Critical Role: Vox Machina Origins Volume 2                           | Critical Role: Vox Machina Origins Series Two #1-6                                          | Trade paperback | 12 de agosto de 2020  | ISBN 9781506714493 |
| Critical Role: Vox Machina Origins Volume 2 Edição Limitada           | Critical Role: Vox Machina Origins Series Two #1-6                                          | Capa dura       | August 18, 2020       |                    |
| Critical Role: Vox Machina Origins Series I & II Edição de Biblioteca | Critical Role: Vox Machina Origins #1-6, Critical Role: Vox Machina Origins Series Two #1-6 | Capa dura       | 24 de novembro 2020   | ISBN 9781506721736 |